# Golestan (miasto)
Golestan (pers. گلستان) – miasto w Iranie, w ostanie Teheran. W 2006 roku miasto liczyło 231 882 mieszkańców w 57 216 rodzinach.